# Oranjewoud
Oranjewoud est un village situé dans la commune néerlandaise de Heerenveen, dans la province de la Frise. Son nom en frison est It Oranjewâld. Le 1er janvier 2006, le village comptait 1 062 habitants.

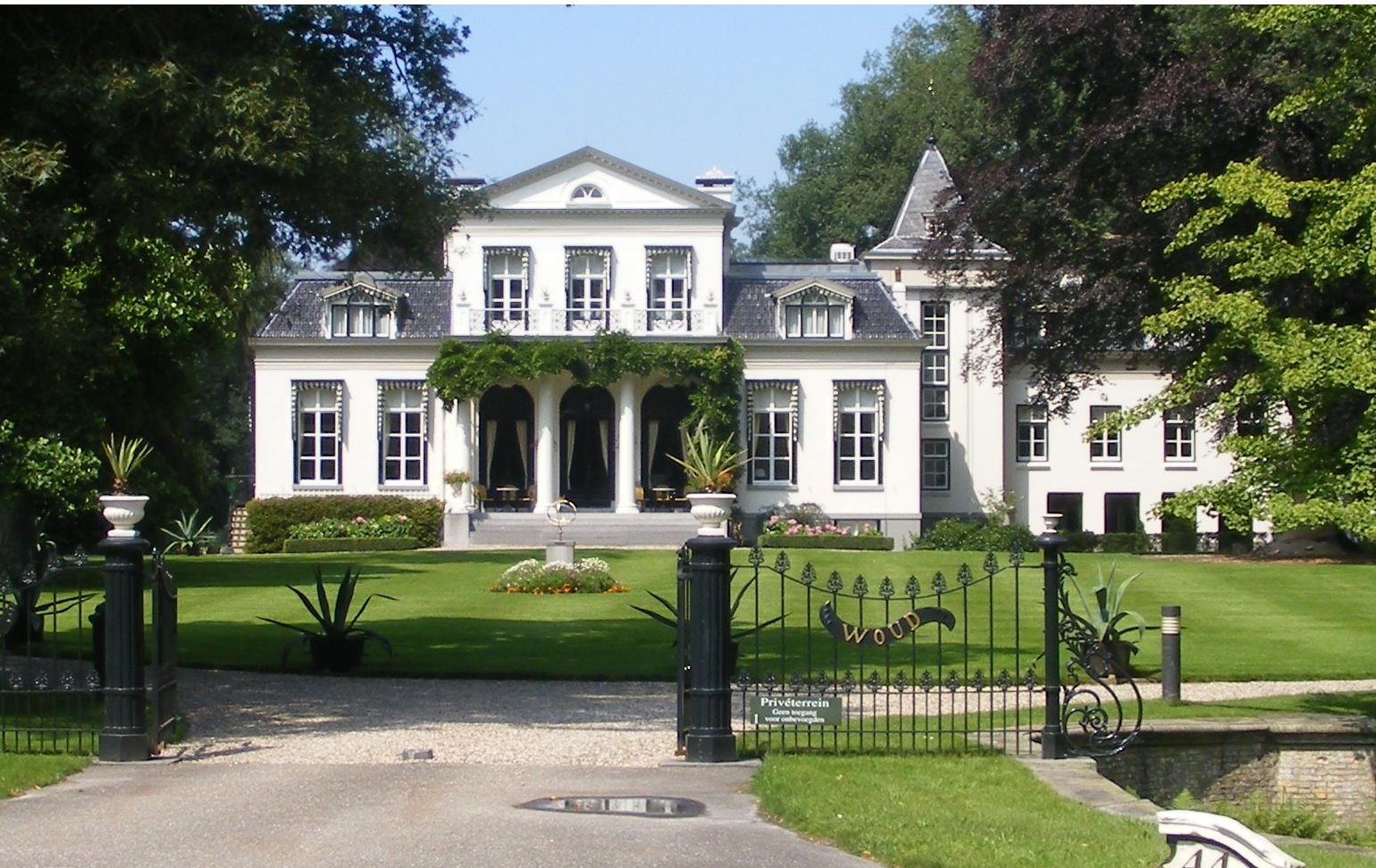
château de Oranjewoud